# Leskovica (gmina Aleksandrovac)
Leskovica (cyr. Лесковица) – wieś w Serbii, w okręgu rasińskim, w gminie Aleksandrovac. W 2011 roku liczyła 248 mieszkańców.